# Bubble (King Creosote e Jon Hopkins)
Bubble è un singolo dei musicisti britannici King Creosote e Jon Hopkins, pubblicato il 30 maggio 2011 come primo estratto dall'album in studio Diamond Mine.

## Video musicale
Il videoclip, diretto da Elliot Dear, è stato pubblicato il 6 giugno 2011 attraverso il canale YouTube della Domino Records.

## Tracce
Download digitale
1. Bubble (Single Version) – 4:00

CD promozionale (Regno Unito)
1. Bubble (Radio Edit) – 4:00

## Formazione
Musicisti
- King Creosote – voce, chitarra acustica, campionatore
- Jon Hopkins – pianoforte, armonium, percussioni, elettronica, field recording, arrangiamento
- Lisa Lindley-Jones – cori
- Leo Abrahams – banjo
- Emma Smith – violino

Produzione
- Jon Hopkins – produzione, registrazione
- Cherif Hashizume, Mark Sutherland – registrazione
- Guy Davie – mastering